# Given to Fly
«Given to Fly» (укр. Дано літати) — пісня американського рок-гурту Pearl Jam, перший сингл з альбому Yield (1998).

## Історія створення
Текст пісні написав вокаліст Pearl Jam Едді Веддер. Він зізнався, що створював її, немов би дитячу книжку, уявляючи кожну зі сторінок, на якій міститься один рядок з пісні та одна велика ілюстрація. Веддер порівнював пісню з байкою, а також наголошував, що її назві — «Дано літати» — відповідала музика, «створюючи відчуття польоту».
Автором музики до пісні став гітарист Майк Маккріді. В ній відчувався великий вплив Led Zeppelin, зокрема, схожість з піснею «Going to California». На відміну від експериментальних пісень з попереднього альбому No Code, «Given to Fly» було написано за більш традиційними канонами: тихий та неквапливий куплет змінюється яскравим та гучним приспівом.

## Вихід пісні
«Given to Fly» стала першим синглом з альбому Yield. Вона вийшла 10 лютого 1998 року разом з двома іншими піснями: «Pilate», що також потрапила на Yield, та «Leatherman», невиданою раніше. «Given to Fly» стала безсумнівним хітом, утримавшись на верхівці хіт-параду Billboard Mainstream Rock протягом шести тижнів, а також потрапивши до основного американського пісенного чарту Billboard Hot 100 (21 місце).
З часом «Given to Fly» стала вважатись однією з найкращих пісень Pearl Jam. Зокрема, в опитуванні читачів журналу Rolling Stone вона посіла п'яте місце, а також потрапила до двадцятки кращих пісень гурту за версією Kerrang!.

## Довідкові дані

### Список пісень на синглі
1. «Given to Fly» (Маккріді, Веддер)
2. «Pilate» (Амент)
3. «Leatherman» (Веддер)

### Місця в хіт-парадах
| Хіт-парад (1998)                          | Найвища позиція |
| ----------------------------------------- | --------------- |
| Австралія (ARIA)                          | 13              |
| Бельгія (Ultratip Flanders)               | 13              |
| Canada Top Singles (RPM)                  | 24              |
| Canada Rock/Alternative (RPM)             | 1               |
| Europe (Eurochart Hot 100)                | 33              |
| Фінляндія (Suomen virallinen lista)       | 5               |
| Німеччина (Media Control AG)              | 67              |
| Iceland (Íslenski Listinn Topp 40)        | 16              |
| Ірландія (IRMA)                           | 18              |
| Нідерланди (Dutch Top 40)                 | 25              |
| Нідерланди (Mega Single Top 100)          | 36              |
| Нова Зеландія (RIANZ)                     | 12              |
| Норвегія (VG-lista)                       | 6               |
| Шотландія (Official Charts Company)       | 13              |
| Spain (AFYVE)                             | 6               |
| Швеція (Sverigetopplistan)                | 29              |
| Швейцарія (Media Control AG)              | 39              |
| Велика Британія (Official Charts Company) | 12              |
| США (Billboard Hot 100)                   | 21              |
| США (Alternative Songs) (Billboard)       | 3               |
| США (Mainstream Rock) (Billboard)         | 1               |